# 河三稜草
河三稜草是莎草科三稜草屬多年生草本植物，原產澳大利亞東部、新西蘭以及北美洲。